# 米野真織
真織（まおり、旧芸名：米野真織、1995年2月10日 - ）は、日本の女優、モデル。熊本県出身。オスカープロモーションに所属していた。母は元女優・モデルの米野真理子。

## 出演

### テレビドラマ
- 長野濬平〜近代養蚕業の開祖〜（2015年11月1日、テレビ熊本） - 長野千寿 役
- ラヴソング 第4話（2016年5月2日、フジテレビ） - ハルカ 役
- 2021年新春二夜連続スペシャルドラマ 教場II（2021年1月、フジテレビ）- 黒山よう 役

### 映画
- てぃだ いつか太陽の下を歩きたい（2022年9月2日公開） - 川上恵美子役
- 湯道（2023年2月23日公開） - 横山冴香役

### バラエティ
- TOKIOカケル（2014年12月24日、フジテレビ）[2]
- タイプライターズ〜物書きの世界〜（2015年6月、フジテレビ）
- 愚痴聞いてTONIGHT（2016年5月、熊本放送）
- キスマイBUSAIKU!?（2016年、フジテレビ） - マイコ 役[3]
  - キスマイ超BUSAIKU!?（2018年） - マイコ 役
- 小山薫堂 東京会議（2020年、BSフジ）

### CM
- 日本コカ・コーラ「Coca-Cola Journey」（2015年1月）
- ライオン企画「大学フェア2015」（2015年3月 - 7月）[4]
- ビスタプリントジャパン株式会社　年賀状印刷サービス『Digipri年賀状 2016』（2015年10月）[5]
- JA全農福島 『人は「おいしさ」に帰っていく篇』（2017年1月）
- JBCCホールディングス（2019年6月）[6]
- NTTネオメイト ビジネスチャット「elgana」(2021年1月)[7][8][9][10]
- SMBC日興証券（2021年4月）[11]
- 大塚製薬 ポカリスエット イオンウォーター WEBムービー「ココロうるおう6秒ムービー」シリーズ（2021年4月）[12]
- ミニミニ 企業CM 「住み変わろう。」女性篇[13]（2021年4月）

### 雑誌
- 京成電鉄「京成らいん」（2015年4月 - 2017年3月） - 表紙モデル

### テレビアニメ
- ソラとウミのアイダ（2018年、TOKYO MXほか） - 薪真紀子[14]） 役

### ゲーム
- ソラとウミのアイダ（2017年9月28日 - 2019年5月7日、フォワードワークス） - 薪真紀子 役

### ポスター・新聞広告
- 建設業技術者センター（2015年6月 - 2016年5月）
- リクルートキャリア「キャリフル」（2015年6月 - 2016年5月）
- 京成ドライビングスクール（2015年）
- 集英社 元旦広告（2016年1月1日）
- 千葉交通（2017年4月 - 2019年3月）

### WEB
- ビスタプリントジャパン（2015年10月 - 2016年10月）
- 大塚製薬「ポカリスエット イオンウォーター」（2017年10月18日 - 2018年4月17日）
- 東京カレンダー（2019年4月1日 - 6月1日）

### MV
- みきとP「きゅりあす」（2015年）
- Lugz&Jera「Love For You」
- 斉藤和義「シグナル」（2021年）[15]

### スチール
- クラシエ 「いち髪」ヘアプロダクト（2017年2月1日）

### その他
- 千葉ロッテVSオリックス『第14回 京成グループ花火ナイター』始球式（2015年8月29日、QVCマリンフィールド）[16]